# The Mega Powers
I Mega Powers sono stati un tag team di wrestling attivo nella World Wrestling Federation e nella World Championship Wrestling, composto da Hulk Hogan e "Macho Man" Randy Savage con Miss Elizabeth in qualità di manager/valletta, e successivamente Jimmy Hart come manager.

## Storia

### World Wrestling Federation

#### Formazione (1987)

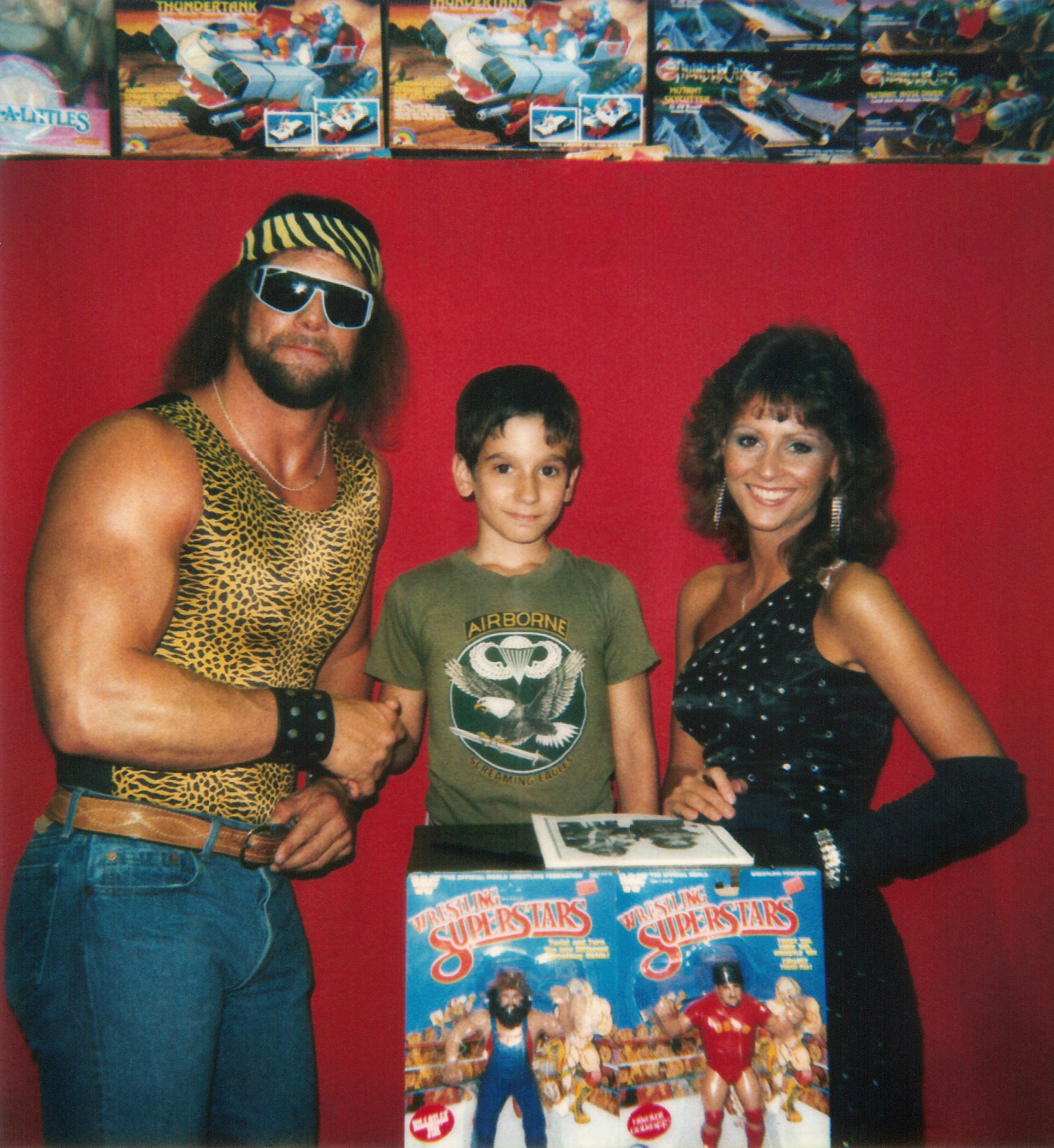
Randy "Macho Man" Savage & Miss Elizabeth con un giovane fan.

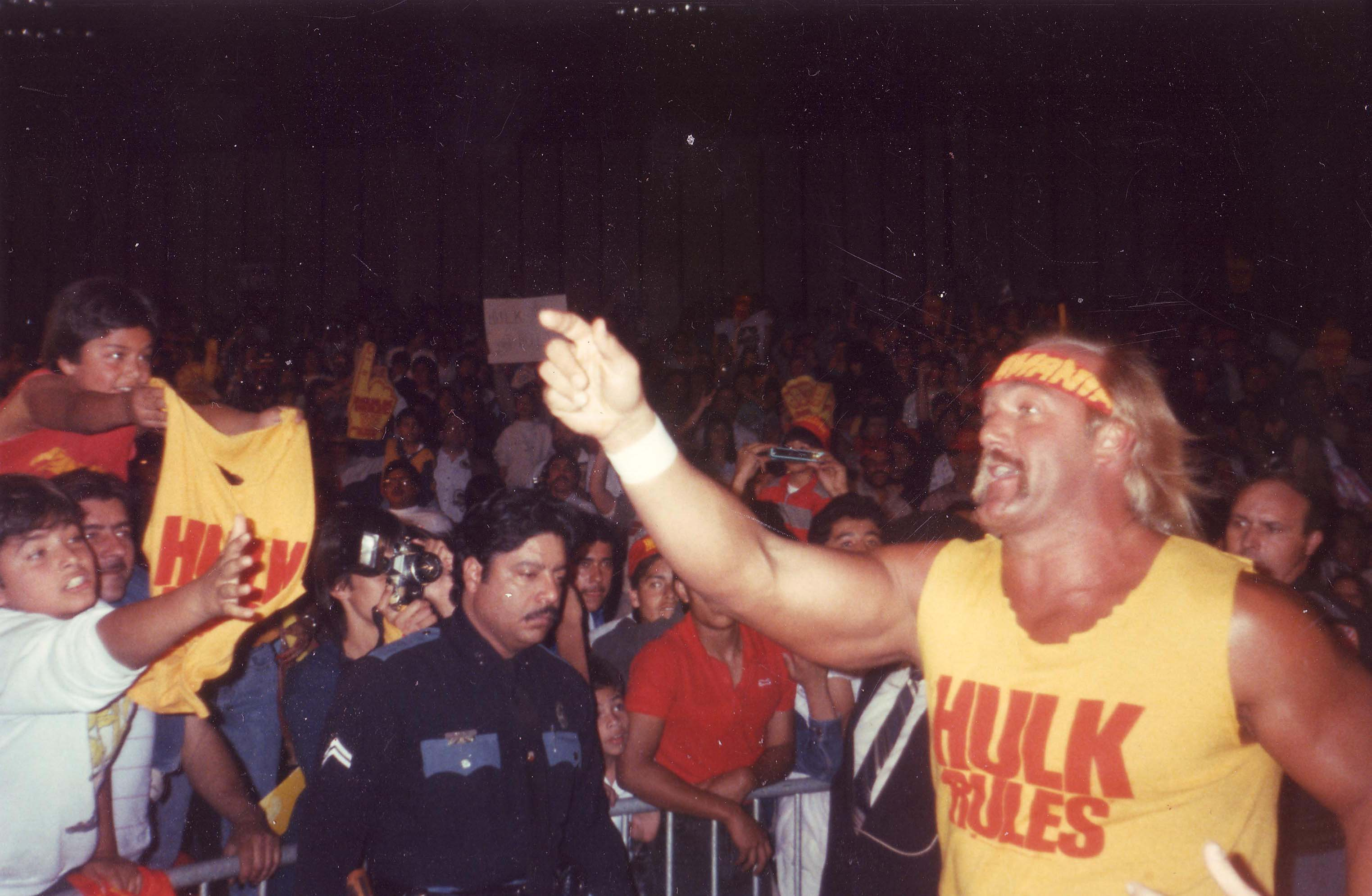
Hogan fa il suo ingresso sul ring negli anni ottanta.

Prima della fine del 1987, Hogan e Savage erano sempre stati acerrimi rivali. Infatti, dalla fine del 1985 a metà estate del 1987, i due si erano spesso affrontati per il WWF World Heavyweight Championship, detenuto da Hogan sin dal 23 gennaio 1984. Hogan aveva sconfitto Savage in molte di queste occasioni, sebbene Savage avesse riportato anche prestigiose vittorie ma sempre per squalifica o conteggio fuori dal ring. Mentre Hogan era la stella più popolare della WWF all'epoca, Savage, che era Campione Intercontinentale, aveva riscosso un grosso seguito anche nel suo periodo da heel, e nel luglio 1987, iniziava a ricevere più applausi dal pubblico che fischi. Si posero quindi le condizioni per un lento turn face di Savage, che guadagnò credibilità grazie ad un angle che coinvolse The Honky Tonk Man (noto heel che aveva da poco vinto il titolo Intercontinentale) quando egli iniziò a fare commenti dispregiativi su di lui.
I Mega Powers si formarono ufficialmente durante la puntata del 3 ottobre 1987 di Saturday Night's Main Event (registrata il 23 settembre 1987), quando Savage stava per aggiudicarsi il titolo Intercontinentale sconfiggendo Honky. Prima che Savage potesse schienarlo, la Hart Foundation irruppe sul ring aggredendo Savage, decretando quindi la squalifica di Honky Tonk Man (che così mantenne la cintura).
Honky spinse via Miss Elizabeth, che stava cercando di sedare la rissa, e la ragazza corse nel backstage; nel frattempo, Honky colpì Savage sulla testa con la propria chitarra. Poco dopo, Elizabeth tornò accompagnata da Hulk Hogan che salvò Savage dall'aggressione mettendo in fuga gli assalitori. Quindi, Savage protese la propria mano verso Hogan come gesto di amicizia, e Hulk accettò stringendogliela. La loro alleanza si solidificò grazie al passaggio definitivo di Savage tra i beniamini del pubblico. Successivamente, nel corso di un'intervista con Gene Okerlund, Savage e Hogan si strinsero ancora la mano e Savage si riferì per la prima volta a loro due come i "Mega Powers". Hogan dichiarò che "la combinazione di Hulkamania e Macho Madness poteva risultare nella forza più dirompente della storia della WWF".
Nei quattro mesi successivi, Hogan e Savage lottarono in coppia svariate volte. La prima volta nel corso di un house show a Vancouver, il 10 novembre 1987. Si trattò di un six-man tag team match che vide Hogan, Savage, e Jim Duggan sconfiggere King Kong Bundy, Rick Rude e Harley Race. La seconda occasione si presentò il 5 gennaio 1988 a Huntsville (Alabama), un dark match dove Hogan e Savage sconfissero Honky Tonk Man e Hart Foundation in un handicap match. Altro six-man tag team match ebbe luogo a Montréal l'8 febbraio 1988 con Hogan, Savage, e Ricky Steamboat a sconfiggere Honky Tonk Man e Hart Foundation.
Il 12 marzo 1988, durante la puntata di Saturday Night's Main Event, Savage affrontò Ted DiBiase in un match singolo. DiBiase era accompagnato da Virgil ed André the Giant. Anche se l'arbitro fece allontanare dal ring Virgil per interferenze esterne, il match ebbe fine quando André, approfittando del fatto che l'arbitro era incosciente, colpì ripetutamente Savage e lo scaraventò fuori dal ring. Quando l'arbitro si riebbe, decretò la sconfitta di Randy Savage per conteggio di 10 fuori dal ring. Alla fine del match, Virgil tornò sul ring ed insieme a DiBiase ed André iniziò a picchiare Savage. Elizabeth corse nel backstage e quando fece ritorno, Hulk Hogan era con lei. Hogan salì sul quadrato impugnando una sedia d'acciaio e mise in fuga i tre assalitori, aiutando poi Randy a rimettersi in piedi.

#### WrestleMania IV(1988)

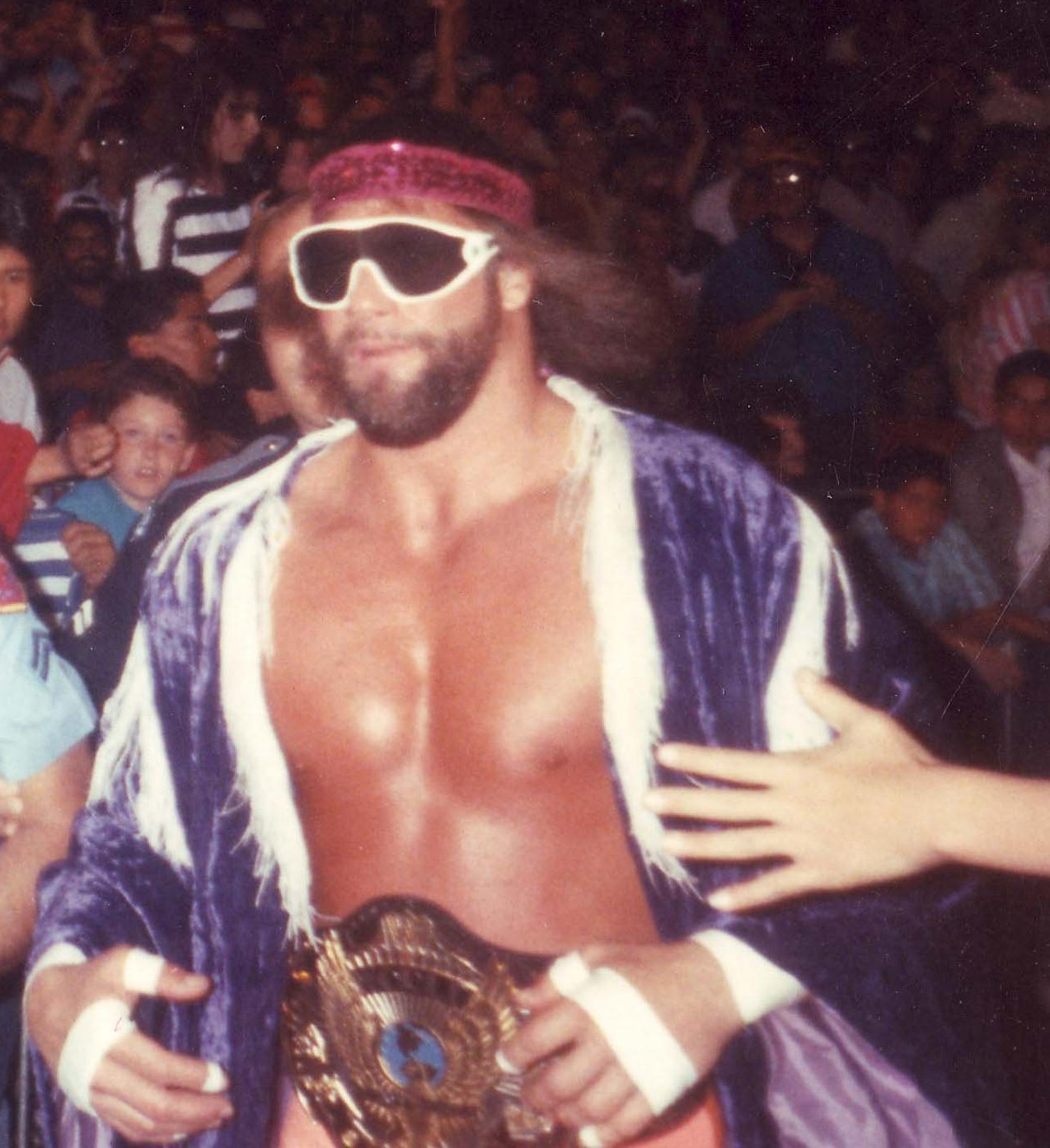
Randy Savage come WWF World Heavyweight Champion.

Per assegnare il vacante titolo di campione WWF venne indetto un torneo. Ciò si era reso necessario dopo la "sconfitta" di Hogan contro André the Giant a The Main Event il 5 febbraio 1988. André aveva immediatamente regalato la cintura di campione a Ted DiBiase. Fu quindi rivelato che DiBiase aveva assunto il fratello gemello dell'arbitro Dave Hebner, Earl, che spacciandosi per Dave (designato per l'arbitraggio del match) decretò lo schienamento di Hogan da parte di André anche se Hulk non aveva del tutto le spalle al tappeto. Quindi, tra l'arbitraggio illegale, André che "regala" il titolo, e DiBiase che cerca di comprarselo; il presidente WWF Jack Tunney decise di risolvere la questione rendendo vacante la cintura.
In qualità di ex campioni, Hogan ed André saltarono il primo round del torneo, ma furono entrambi squalificati durante il loro match nei quarti di finale. Di conseguenza, Ted DiBiase passò direttamente in semifinale. Alla fine, furono Savage e DiBiase ad affrontarsi in finale per il titolo. DiBiase fece di tutto per avvantaggiarsi su Savage (inclusa la costante interferenza di André nel match), ma non riuscì a battere Macho Man. Verso la fine della contesa, Savage bisbigliò qualcosa all'orecchio di Elizabeth, e la ragazza si allontanò nel backstage.
Qualche minuto dopo, Elizabeth tornò insieme a Hogan. André e DiBiase sembrarono scioccati dall'apparizione. Hogan si vendicò di DiBiase colpendolo alla schiena con una sedia d'acciaio mentre l'arbitro era distratto. Quindi Randy Savage riuscì a schienare l'esanime DiBiase aggiudicandosi la cintura di WWF Champion. Dopo la vittoria, i tre festeggiarono insieme nel centro del ring.
Pochi mesi dopo, in un periodo nel quale Hogan era assente dalla federazione e Savage aveva una faida in corso con DiBiase per il titolo, DiBiase ed André insultarono Savage durante un'intervista sfidandolo ad un match di coppia tra di loro ed un partner di sua scelta. Savage accettò la sfida, e rivelò che la sua scelta era caduta su Hulk Hogan e che l'incontro si sarebbe svolto a SummerSlam.

#### SummerSlam 1988
Il debutto ufficiale della coppia in televisione come tag team avvenne in occasione di SummerSlam '88. I Mega Powers affrontarono André the Giant & Ted DiBiase in un match presentato come "The Mega Powers versus The Mega Bucks". Jesse Ventura, amico di Savage ma rivale di Hogan, svolse la funzione di arbitro ospite speciale. Il match prese una piega favorevole per i Mega Powers, quando Elizabeth si tolse la gonna restando in succinte mutandine rosse distraendo così André e DiBiase, permettendo a Hogan & Savage di aggiudicarsi l'incontro.

#### Faida con i Twin Towers e divisione (1988–1989)
Alle Survivor Series del 1988, Hogan & Savage capeggiarono una squadra composta da cinque membri contrapposta al team di The Twin Towers (Akeem e Big Boss Man), Ted DiBiase, Haku, e The Red Rooster. Hogan e Savage vinsero il match (eliminando per ultimo King Haku); durante i festeggiamenti post-match, Hogan sembrò dimostrarsi troppo affettuoso verso Elizabeth, irritando visibilmente Savage. Nel corso di una intervista, Jesse Ventura stuzzicò la gelosia di Savage. Tuttavia, Elizabeth non era l'unica ragione delle tensioni tra i due wrestler.
Alla Royal Rumble del 1989, Hogan eliminò accidentalmente Savage. I due sembrarono riappacificarsi dopo l'intervento di Elizabeth, ma Savage rimase contrariato dal fatto.
Il 3 febbraio 1989 a The Main Event i Mega Powers affrontarono i Twin Towers. Durante il match, Akeem gettò Savage fuori dal ring, e Macho Man atterrò su Elizabeth, mettendola KO. Hogan, visto l'accaduto, corse a soccorrere Elizabeth portandola in braccio nell'infermeria nel backstage, ma facendo ciò, lasciò di fatto Savage in balia dei Twin Towers. Quando Elizabeth si riebbe, la ragazza implorò Hogan di tornare sul ring a combattere per aiutare Savage, lasciato solo. Alla fine Hogan tornò e chiese il cambio, ma Savage, furioso dal fatto di essere stato abbandonato durante il match, schiaffeggiò Hogan. Dopo qualche insulto nei confronti di un confuso Hogan, egli prese la sua cintura di campione WWF e se ne andò. Allora Hogan sconfisse i Twin Towers da solo. Alla fine del match, Hulk tornò nell'infermeria per vedere come stava Elizabeth. Anche Savage entrò nell'infermeria, e quando vide Hogan al capezzale della moglie, la sua furia fu incontenibile ed egli aggredì il partner di coppia tra le urla di Elizabeth, sancendo così la fine dei Mega Powers.

#### WrestleMania V(1989)
La prima reazione di Hulk Hogan al gesto di Savage fu quella di sfidarlo a WrestleMania per il titolo WWF World Heavyweight Championship, sfida che Randy Savage accettò. Fu stabilito che Miss Elizabeth avrebbe assistito al match come "elemento neutrale".
Il 2 aprile 1989, Hogan e Savage decisero di risolvere i loro dissidi a WrestleMania V in un match per il titolo sponsorizzato con lo slogan The Mega Powers Explode. Anche se Elizabeth rimase in posizione neutrale, alla fine venne allontanata dal ring a causa dei suoi continui tentativi di aiutare entrambi i contendenti nel corso del match. Alla fine fu Hogan a prevalere e si aggiudicò il WWF World Heavyweight Championship per la seconda volta in carriera.
I due continuarono il proprio feud nei mesi seguenti WrestleMania. Savage sostituì Elizabeth con Sensational Sherri come sua manager/valletta ed entrò ufficialmente nella schiera dei "cattivi". Questo angle culminò a SummerSlam dove Hogan & Brutus Beefcake (affiancati da Elizabeth) sconfissero Savage e Zeus nel main event della serata.
Savage e Hogan si sarebbero poi affrontati l'uno contro l'altro il 23 febbraio 1990 a The Main Event in un match arbitrato dal pugile James "Buster" Douglas. Hogan uscì nuovamente vittorioso. All'epoca, Savage aveva adottato l'identità di "Macho King", con Sherri come sua "Regina", dopo aver sconfitto Jim Duggan a King of the Ring.

#### Eventi successivi (1991–1994)

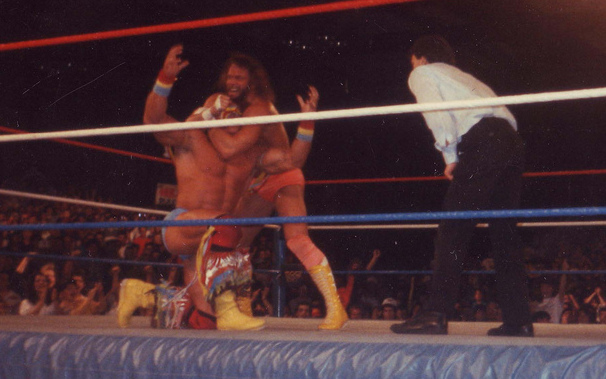
Macho Man combatte contro Ultimate Warrior.

Dopo questo feud con Hogan, Savage iniziò una rivalità con The Ultimate Warrior, al quale fece perdere il titolo WWF World Heavyweight Championship interferendo nel suo match contro Sgt. Slaughter alla Royal Rumble del gennaio 1991. Savage e Warrior si sarebbero quindi affrontati in un "retirement match" a WrestleMania VII, perso da Savage. Dopo quel match, Queen Sherri inveì su Macho King, fatto che causò l'arrivo sul ring di Miss Elizabeth in aiuto di Savage tra l'ovazione della folla. Savage lasciò il ring con Elizabeth tornando quindi tra i "face". Quindi, non potendo più combattere per effetto del risultato del match contro Warrior, divenne uno dei commentatori televisivi della federazione.
Più avanti quello stesso anno, mentre Hogan era ospite al Funeral Parlor di Paul Bearer, fu aggredito da The Undertaker e Ric Flair. Allora Savage e Roddy Piper corsero in suo aiuto dalla postazione dei commentatori tv. Anche se il fatto non sancì la ricostituzione ufficiale dei Mega Powers, l'accaduto ebbe come conseguenza (nella storyline) che i due ridiventarono amici.
Savage tornò a combattere nel 1992, e lui ed Hogan parteciparono entrambi alla Royal Rumble del 1992, ma in termini di storyline i due non incrociarono più le rispettive strade nella federazione; Hogan lasciò la WWF nell'estate del 1993, mentre Savage se ne andò alla fine nell'autunno del 1994.
Il rapporto tra Hogan e Savage nella vita reale ebbe degli importanti sviluppi nel 1992 quando Elizabeth chiese il divorzio da Savage. In un'intervista con Radio WWF del 1993, Savage discusse del divorzio, accusando apertamente Hulk Hogan e sua moglie di aver messo Elizabeth contro di lui.
All'epoca circolarono alcune voci che Savage avesse fatto un occhio nero a Hogan con un pugno, qualche giorno prima di WrestleMania IX. Tuttavia, Hogan nella sua autobiografia, scrisse che l'occhio nero era la conseguenza di un incidente con la moto d'acqua avvenuto poco tempo prima. Ciò venne confermato anche in un'intervista successiva con Mike Schiavello.

### World Championship Wrestling

#### Reunion (1994–1996)
Una volta che Hogan e Savage ebbero appianato le loro questioni nella vita reale, Hogan parlò con il presidente WCW Eric Bischoff chiedendogli di mettere sotto contratto Savage, che all'epoca era sempre più scontento del suo ruolo nella WWF. Nella sua prima apparizione a WCW Saturday Night, Savage fece riferimento alla sua relazione di amore/odio con Hogan e restò ambiguo circa le sue intenzioni nella federazione in termini di alleanze. Egli aiutò Hogan a Starrcade 1994 e gli strinse la mano, sancendo la loro alleanza. Jimmy Hart, all'epoca manager di Hogan, iniziò quindi a curare gli affari della coppia. Inizialmente i due si fecero chiamare "The Monster Maniacs" (presumibilmente per ragioni di copyright sul nome Mega Powers), e debuttarono come tag team il 25 gennaio 1995 a Clash of the Champions XXX in un match che li vide contrapposti a Kevin Sullivan e The Butcher. Hart si sarebbe rivoltato contro Hogan e Savage ad Halloween Havoc per entrare nella stable heel Dungeon of Doom. Il 24 marzo 1996 a Uncensored, i ricostituiti Mega Powers parteciparono a un Doomsday Cage Match. Gli avversari erano Ric Flair, Arn Anderson, Kevin Sullivan, Lex Luger, The Faces of Fear (The Barbarian & Meng), Z-Gangsta, e The Ultimate Solution. Hogan e Savage uscirono vittoriosi. A Clash of the Champions XXXII il 23 gennaio 1996, il duo fu sconfitto da Ric Flair e The Giant.

#### Rottura (1996)
L'alleanza terminò al ppv Bash at the Beach del 7 luglio 1996. Questa volta, fu Hogan ad effettuare un turn heel. Hogan si presentò sul ring presumibilmente per salvare Savage e Sting durante il loro match con gli Outsiders (Scott Hall & Kevin Nash); inaspettatamente invece, Hogan assalì Savage e Sting, colpendo con il leg drop Savage per tre volte, e dando poi vita alla stable New World Order. La WCW decise di trasporre la vera rivalità tra Hogan e Savage nella storyline, arrivando al punto di far dichiarare a Hogan che se Savage voleva accusarlo di essere stato la causa del divorzio tra lui ed Elizabeth, allora egli "non aveva più necessità di avere come amico una persona così ingrata come Macho Man". Successivamente, i due ex amici si affrontarono al ppv Halloween Havoc per il WCW World Heavyweight Championship. Savage quasi riuscì a sconfiggere Hogan, ma grazie a Ted DiBiase e The Giant, Hogan mantenne il titolo e l'nWo assalì brutalmente Savage. L'ex moglie di Savage, Elizabeth, che all'epoca era entrata a far parte della stable dei Four Horsemen, implorò in ginocchio Hogan di risparmiare Randy Savage, ma venne sbeffeggiata e macchiata con della vernice spray dai membri dell'nWo.

#### New World Order (1997–1998)

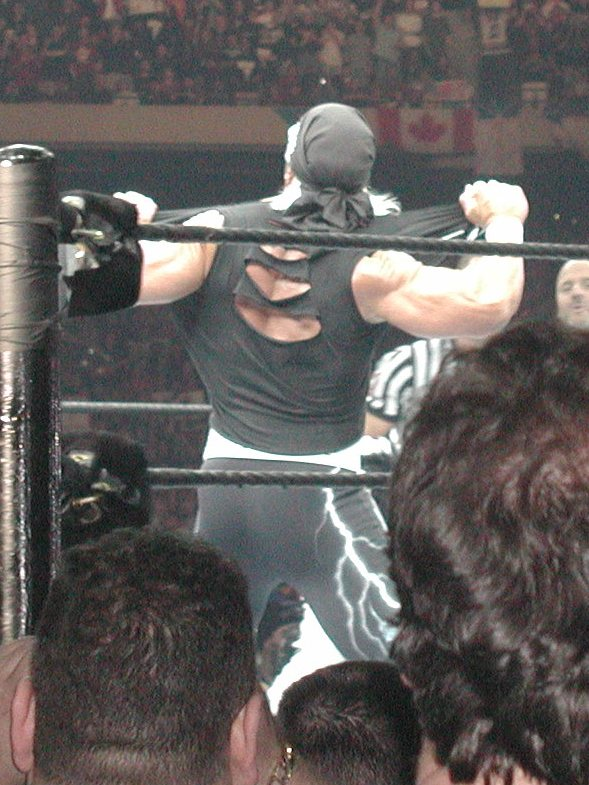
"Hollywood" Hulk Hogan

Dopo aver perso contro Hogan a Halloween Havoc, Savage subì un momento di stallo. Tornò in WCW nel gennaio 1997, raggiungendo Sting tra gli "indipendenti", senza allearsi con la fazione WCW o nWo. A SuperBrawl VII, Savage apparve a bordo ring durante un incontro tra Hogan e Roddy Piper. Favorì Hulk passandogli di nascosto un oggetto contundente mentre l'arbitro era distratto. Hogan usò l'arma impropria su Piper e poi lo schienò aggiudicandosi il match. Infine, Hogan e Savage infierirono insieme su Piper. In seguito i due avrebbero fatto spesso coppia, talvolta insieme agli Outsiders, lottando in match tag team nei quali Savage si presentava sul ring con costumi simili a quelli di Hogan, indossando i tipici colori bianco e nero del nWo. Tuttavia, alla fine del 1997, dopo che Hogan aveva perso il WCW World Heavyweight Championship contro Sting, tra i due riemerso le antiche frizioni, questa volta per determinare chi fosse il leader del nWo stesso. Un breve feud tra Savage e Kevin Nash terminò quando i due si allearono contro Hogan dopo essersi resi conto che Hulk li aveva messi l'uno contro l'altro per arrivare più facilmente al WCW World Heavyweight Championship. La faida crebbe d'intensità quando Savage riuscì a strappare il titolo a Sting, ma lo perse la sera successiva proprio contro Hogan. Dopo di ciò, il nWo si divise in due fazioni, con Hogan a capo del nWo Hollywood e Savage nel nWo Wolfpac con Nash. Gli Outsiders si divisero poco tempo dopo quando Hall tradì Nash per entrare nel nWo Hollywood di Hogan. Nel 1999 Savage perse nuovamente il WCW World Heavyweight Championship in favore di Hogan, ma dopo questo ennesimo confronto i due non si affrontarono mai più.

## Nel wrestling

### Mosse finali
- Diving elbow drop[1] – Savage
- Leg Drop of Doom (Running leg drop)[1][6] – Hogan

### Manager
- Miss Elizabeth
- Jimmy Hart

## Titoli e riconoscimenti
- Pro Wrestling Illustrated
  - 57º posto nella lista dei migliori 100 tag team durante i "PWI Years" del 2003[7]
- World Championship Wrestling
  - WCW World Heavyweight Championship (3) – Hulk Hogan (1), Randy Savage (2)
- World Wrestling Federation
  - WWF Championship (2) – Hulk Hogan (1), Randy Savage (1)[8]